# Los Lunnis
Los Lunnis és un programa de titelles produït per TVE i emès en La 2 des del 15 de setembre de 2003 i en Clan des de 2010 després del canvi de programació de La 2. També s'emetia els caps de setmana en La 1 fins a 2011.
Els seus personatges són titelles interpretats per actors/titellaires, que donen vida al titella. El programa es caracteritza per la seva prolífica producció i l'extravagància dels seus personatges dissenyats per Joel Calvó.
Els autors de la idea original són els guionistes de TVE Carmina Roig Fransitorra i Daniel Cerdà Emery. Tots dos van posar en marxa el programa, primer sota la direcció del Cap de Programes de TVE Catalunya Paco Freixinet, i després sota la direcció de Valentín Villagrasa i l'impuls d'Eladio Jareño, director de TVE Catalunya i posteriorment, director de Programes Infantils de TVE i Director de Los Lunnis (2007-2008). Actualment el dirigeix Xavier Viza com a productor executiu de Programes Infantils.
Gràcies a la cançó "Los Lunnis y los niños nos vamos a la cama", composta per Daniel Cerdà Emery i Jaume Copons, el programa va adquirir una gran popularitat. La tira diària, abans del Telediario 2, va aconseguir una audiència del 25,3% de share i va superar els 3 milions d'espectadors de mitjana.
Actualment emet seccions de bons hàbits, curs d'anglès, lunigags, Lunipedia i cançons. Són recordades les càpsules d'educació viària, els Telelunnis amb informació i reportatges per als més petits, l'espai de Lunicef en col·laboració amb Unicef i els Lunnis olímpics amb la participació dels principals esportistes espanyols. També es recorden els programes especials de Nadal emesos en La 1 des del 2003 fins al 2005 que van comptar amb cameos amb músics tan importants com Robbie Williams, Shakira o Coldplay. Des de 2004 a 2008 es va produir la sèrie dels Lunnis amb capítols de 12 minuts. L'èxit social i d'audiència dels Lunnis va permetre la posada en marxa del canal temàtic infantil Clan (12-12-2005) a proposta d'Eladio Jareño com a director d'Infantils i amb el suport de la directora general d'RTVE Carmen Caffarel.

## Argument
Els Lunnis són éssers extraterrestres que habiten al món de Luna Lunera. Allí han de resoldre tot tipus d'embolics i problemes alguns causats pel pirata Lucanero, que té ànsia de robar el Gran Llibre Màgic del bruixot Lubina. El març de 2009, comença una nova etapa en la qual canvia l'aspecte dels lunnis, el món dels lunnis i la desaparició de la majoria dels personatges.
Al costat dels personatges, l'espai va ser presentat per la cantant Lucrecia, entre la seva estrena i 2008 i des de 2016, acompanyada durant la primera temporada per Àlex Casademunt, sorgit de la primera edició d'Operación Triunfo.

## Premis i altres participacions
Els Lunnis van ser nomenats Ambaixadors d'Unicef (27 de maig de 2005) i han aconseguit 28 premis nacionals i internacionals. Entre ells destaquen 3 Premis com a millor programa infantil de l'Acadèmia de les Ciències i Arts de la Televisió d'Espanya, (2005, 2008, 2009) i 4 TP d'Or com a millor programa infantil (2005,2006,2007 i 2008).
Al novembre de 2006, van ser nominats al Premi ICDB dels 34 Premis Emmy International celebrats a Nova York i van ser designats Millor Programa Europeu dels guardons convocats per Unicef i l'Acadèmia Internacional de les Arts i les Ciència de la Televisió.
Entre múltiples reconeixements, Els Lunnis van aconseguir, gràcies al guió "Lulanieves" escrit per Daniel Cerdà Emery i realitzat per Joan Albert Planell, el Prix Jeunesse Iberoamericào a Santiago de Xile (2005), el World Media d'Or a Hamburg (2009) i el Premi Amic per les vendes del seu disc Dame tu mano, el baile del verano (2007). També van ser premiats en diverses ocasions per Associacions de Teleespectadors, editors, publicistes i jogueters.

## Discografia
1. Nos Vamos a la Cama (Sony 2003)
2. Vacaciones con Los Lunnis (Sony 2004)
3. Navidad con Los Lunnis (Sony 2004)
4. ¡Despierta ya! (Sony 2004)
5. Cumple Cumpleaños (Sony & BMG 2005)
6. Mis amigos del mundo (Sony & BMG 2006)
7. Dame tu Mano, La Canción del Verano (Sony & BMG 2007)
8. La Fiesta del Verano (Sony & BMG 2008)
9. Los Lunnis con María Isabel (Universal 2009)
10. Los Lunnis 10 Años Juntos (Universal 2013)

Els Lunnis van vendre més d'un milió de discos i van aconseguir 8 Discos de Platí. Van aconseguir amb tres dels seus discos - “Nos vamos a la cama”, Vacanciones con Los Lunnis” i “Dame tu mano” – el número 1 de vendes a Espanya. A més de la seva cèlebre cançó “Los Lunnis nos vamos a la cama”, composta per Daniel Cerdà Emery i Jaume Copons, van aconseguir altres èxits, signats pels mateixos autors, com a “Despierta ya” per a desitjar els bon dia i “Cumplecumpleaños” per a felicitar els nens pel seu aniversari. Altres cançons d'èxit van ser “Dame tu mano” amb coreografia de Poty i “Vamos por tres” amb la col·laboració en el videoclip de Dani Pedrosa, Héctor Faubel, Àlex Crivillé, Héctor Barberá i Ángel Nieto, entre d'altres.